# 세이키촌
세이키촌(成器村)은 돗토리현 이와미군에 있던 촌이다. 현재의 돗토리시에 해당한다. 